# أحمد بن طاهر الأنصاري الداني
أبو العباس أحمد بن طاهر بن علي بن عيسى بن محمد بن اشترمني بن رصيص بن فاخر الأنصاري الخزرجي الداني. (467 هـ - 532 هـ) أحد العلماء ومن رواة الحديث عند أهل السنة والجماعة.

## نشأته
أصله من بلنسية وانتقل جده إلى دانية وبها ولد أبو العباس ونشأ. كتب الحديث وتفقه في المسائل ثم تجول في العناية بالرواية، وكانت له رحلة واسعة.

## شيوخه وتلاميذه
- شيوخه ومن روى عنهم:

سمع من أبي داود المقرئ وأبي علي الصدفي وأبي علي الغساني وأبي الحسن بن شفيع وأبي عبد الله بن الفراء وأبي محمد بن العسال وأبي محمد بن عبد القادر بن الحناط وأبي القاسم خلف بن فتحون وأبي القاسم خلف بن محمد الغرناطي وأبي عبد الله المازري وغيرهم.
- تلاميذه ومن روى عنه:

حدث عنه ابنه أبو عبد الله محمد وأبو العباس الأقليشي وأبو عبد الله المكناسي وأبو العباس بن أبي قوة وأبو محمد الرشاطي وأخذ عنه أبو الفضل بن عياض وسماه في شيوخه وحدث عنه ابن الدباغ في معجم مشيخته

## مؤلفاته
- الإيماء إلى أطراف أحاديث كتاب الموطأ.
- مجموع في رجال مسلم بن الحجاج.